# Haseki sultan
Haseki Sultan, era el títol que portava la consort del sultà otomà, tenint diversos significats al llarg del temps. Durant els inicis del seu ús, Haseki Sultan, va significar "La Consort Principal" o la "Única Preferida" del Sultà. Més tard, el seu significat va esdevenir en quelcom més general, significant "Consort Imperial". Hürrem Sultan, com a consort principal de Suleiman el Magnífic, va ser la primera dona en obtenir aquesta posició.
El títol de Haseki Sultan va ser utilitzat fins al segle xvii. Després, Kadin es va convertir en el rang més alt que podien obtenir les consorts imperials, emprat conjuntament amb el títol Efendi.

## Terme
La paraula Haseki prové del àrab i significa "per atribuir quelcom exclusivament a". Per tant, una Haseki és una dona que pertany exclusivament al Sultà.
La manera formal de dirigir-se a una Haseki Sultan eraː "Devletu Ismetlu (nom) Haseki Sultan Aliyyetu's-San Hazretleri". Molts occidentals han traduït el seu títol oficial, Sultan, a un títol que no existeix oficialment a la reialesa otomanaː Sultana. Possiblement per diferenciar-les del governant otomà o altre membre masculí de la dinastia otonama.

## Ús en la reialesa otomana
Quan la posició de Valide Sultan quedava vacant, la Haseki Sultan ocupava el rol de la Valide Sultan i els seus beneficis, com tenir accés a considerables recursos econòmics, esdevenir la cap de l'harem, aconsellar al sultà en temes polítics... Això va succeir durant els períodes de Hürrem Sultan i Kösem Sultan.
Hürrem Sultan, la primera consort imperial que va esdevenir Haseki Sultan, va rebre diversos drets especials durant la seva vida a l'harem, especialment després de morir la mare de Suleyman i la primera Valide Sultan, Hafsa Sultan, a l'any 1534. A Hürrem se li va permetre tenir més d'un fill, cosa que era una seria violació del vell principi de l'harem imperial, "una mare concubina - un fill", el qual estava dissenyat per impedir tant la influència de la mare sobre el sultà, com els enfrontaments entre els germans pel tron. Entre els anys 1533 i 1534, Suleyman es va casar amb Hürrem en una magnífica cerimònia oficial, fet que el va fer esdevenir el primer sultà en casar-se des de Orhan Ghazi, violant una costum de 200 anys de la casa imperial otomana, segons la qual els sultans no es podien casar amb les seves concubines. Més tard, Hürrem seria la primera mare d'un príncep en romandre a la cort del sultà durant la resta de la seva vida. A la tradició de la familia imperial otomana, una consort del sultà només es podía quedar a l'harem fins que el seu fill complís els 17 anys, sent aquest enviat fora de la capital per governar una província llunyana, i la seva mare l'hauria de seguir. Ella no només va esdevenir en companya de Suleyman a casa seva, sino també en assumptes estatals. Gràcies a la seva intel·ligència, va actuar com a assessora en cap de Suleyman en política. El gran poder que posseïa Hürrem va significar el seu ascens de consort imperial en cap sota el títol de Haseki Sultan.
Hürrem va obtenir tant de poder que se li deia "Bruixa" o "Sultana de Sultanes", ja que va ser la dona més poderosa de l'Imperi Otomà, fins l'arribada de la Sultana Kösem 90 anys després.

El títol de Haseki no va ser utilitzat durant el regnat de Mehmed III, fill de Murad III. L'absència d'una Haseki i la restauració del concubinat possiblement es va veure influïda per dues raonsː l'experiència de Mehmed com a príncep i la forta personalitat de la seva mare Safiye.
El títol de Haseki es va tornar a utilitzar durant el regnat d'Ahmed I, fill de Mehmed. Va escollir com a Haseki a la seva consort, Kösem. La carrera de Kösem va ser molt semblant a la de Hürrem en quant a importància i respecte. Igual que Hürrem, Kösem es acusada d'actuar per preservar el seu propi poder preferentment que el del Sultà o de la dinastia. Les dues dones van tenir dues coses en comúː l'absència d'una Valide Sultan durant la majoria de la seva carrera com Haseki i un gran número de fills. El que els va fer guanyar la seva desagradable reputació va ser el seu poder d'influir en el destí de l'imperi afavorint a un dels seus fills per sobre de qualsevol altre.
La contribució més gran de Kösem durant el seu període com Haseki Sultan van ser les significatives contribucions en el patró de successió al tron, passant de ser un sistema de primogenitura a un basat en l'agnació. Segons l'ambaixador venecià, Kösem va "presionar per poder donar a Mustafà el destí del fratricidi amb l'objectiu de salvar al seu propi fill del mateix destí". Aquest nou sistema va significar que els potencials governants van haver d'esperar un llarg temps abans d'ascendir al tron, per això l'ancianitat dels sultans en el moment de la seva ascensió al tron, va fer que els prínceps perdessin la seva possibilitat d'esdevenir governants d'una de les províncies otomanes com a part de la seva formació per esdevenir hereus dignes del tron.

### Declivi de les Haseki
El resultat de tots aquests canvis va ser que la posició de la Haseki va perdre la seva lògica tradicional. La funció política d'una mare tradicionalment començava per la creació d'una casa separada pel seu fill. Sota l'agnació, els prínceps van perdre l'accés a les seves funcions públiques, així com les seves mares. La posició de la Haseki com a autèntica favorita del sultà era incompatible amb aquesta pràctica.
Kösem va ser la última de les influents Haseki otomanes. L'altra explicació pel declivi de les Haseki i la reaparició de la Valide Sultan a les primeres dècades del segle XVII va tenir molt a veure amb la personalitat de Kösem i el fet que, a l'any 1617, deixés de ser Haseki i si ella volgués recuperar el seu poder hauria de ser des de la posició de Valide Sultan.
Després de la mort d'Ahmed I, a l'any 1617, la posició de Haseki va perdre el seu estatus especial. Osman II va tenir una consort amb el rang de Haseki, pero tot el que es sap sobre ella es que el seu nom era Ayse. Al igual que Osman, molt poc es sap sobre les concubines del seu germà Murad IV. Els registres secrets del tresor documenten la presència d'una sola Haseki, Ayse, fins al final del regnat de 17 anys de Murad, quan apareix la seva segona Haseki. És possible que Murad hagi tingut només una concubina fins l'arribada de la segona, o que hagi tingut un número indeterminat de concubines però que va triar una especial com a Haseki. Ibrahim I va tenir 8 Haseki, de les quals, amb les tres primeres -Turhan Hatice Sultan, Saliha Dilasub i Hatice Muazzez-, va tenir un fill de cadascuna.